# Municipio de Ashtabula (Dakota del Norte)
El municipio de Ashtabula (en inglés: Ashtabula Township) es un municipio ubicado en el condado de Barnes en el estado estadounidense de Dakota del Norte. En el año 2010 tenía una población de 112 habitantes y una densidad poblacional de 1,2 personas por km².

## Geografía
El municipio de Ashtabula se encuentra ubicado en las coordenadas 47°6′51″N 98°0′52″O / 47.11417, -98.01444. Según la Oficina del Censo de los Estados Unidos, el municipio tiene una superficie total de 93.71 km², de la cual 84,88 km² corresponden a tierra firme y (9,42 %) 8,83 km² es agua.

## Demografía
Según el censo de 2010, había 112 personas residiendo en el municipio de Ashtabula. La densidad de población era de 1,2 hab./km². De los 112 habitantes, el municipio de Ashtabula estaba compuesto por el 100 % blancos. Del total de la población el 0,89 % eran hispanos o latinos de cualquier raza.